# 普朗什
普朗什（法語：Planches，法語發音：[plɑ̃ʃ] ⓘ）是法国奥恩省的一个市镇，属于阿让唐区。

## 地理
普朗什（48°42'6"N, 0°22'13"E）面积12.49 平方千米，位于法国诺曼底大区奧恩省，该省份为法国西北部内陆省份，北起顺时针与卡爾瓦多斯省、厄尔省、厄尔-卢瓦省、萨尔特省、马耶讷省和芒什省接壤。
与普朗什接壤的市镇（或旧市镇、城区）包括：埃绍富尔、费村、费里耶尔拉韦尔里、圣戈比日-圣科隆布。

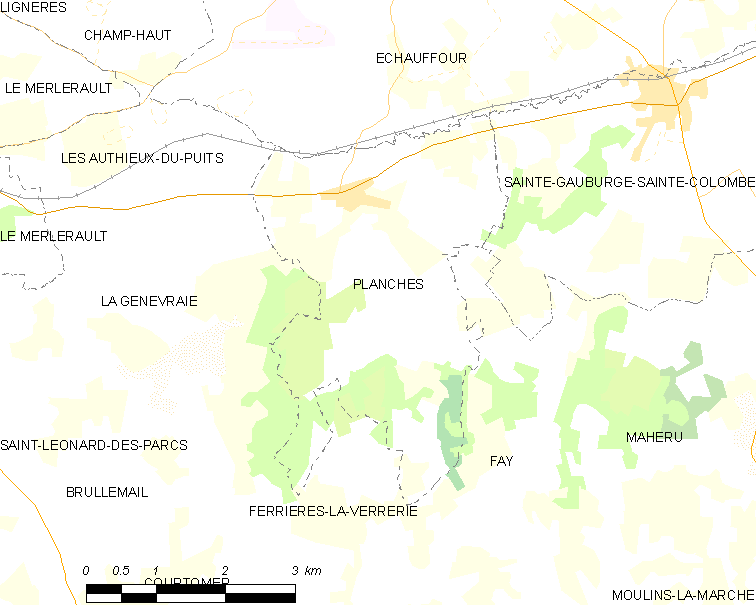
普朗什的OSM定位图

普朗什的时区为UTC+01:00、UTC+02:00（夏令时）。

## 行政
普朗什的邮政编码为61370，INSEE市镇编码为61330。

## 政治
普朗什所属的省级选区为赖村县。

## 人口

1962-2008年间普朗什人口变化图示

普朗什于2022年1月1日时的人口数量为181人。